# 托坎廷斯州
托坎廷斯（葡萄牙語：Tocantins），是巴西的26州之一， 地处中部。 面积277,620.91平方千米， 首府是帕尔马斯（Palmas）。托坎廷斯东北部是马拉尼昂州， 东部是皮奥伊州和巴伊亚州， 南部是戈亚斯州， 西部是马托格罗索州， 其西北部是帕拉州。

## 地理
本洲地处雨林与丛林的交界， 为丘陵， 苔地， 平原区， 且多为积洼地， 最大的河流是托坎廷斯河， 阿拉瓜亚河， 苏诺河。 世界最大的河岛位于托坎廷斯州， 2万平方千米的巴那那尔岛又是卡拉加印地安人的故乡。该地属于热带高温气候。

## 历史
最初来托坎廷斯河地区是耶稣会士，于1625年到达。他们找印地安人使他们改信基督教。建立巴西联邦之后， 今天的托坎廷斯洲在戈亚斯的北部。 因为这个地区很难到达， 它的经济发展比南部慢得多。 因此，从18世纪以来，一直独立运动。 70年代，巴西议会建议把戈亚斯分开，1988年联邦政府把宪法改变了，建立了三个州，朗多尼亚、罗赖马和托坎廷斯。 联邦政府又把未来托坎廷斯的首府定位帕尔马斯， 但是因为这个城市那时候还没有建立好， 政府临时到1990年成为米拉赛马。

## 经济
农业是帕尔玛斯的经济命脉， 特别是畜牧业和菠萝。 除此， 最近建筑了一些堤坝用来发电， 电能大部分出口到巴西其他的州。